# Viventures
Créé en 1998, Viventures était un fonds d’investissement en capital risque technologique présent en Europe (Paris), aux États-Unis (San Francisco) puis, à partir de 2000, en Asie. Initié par Vivendi, il se composait de Viventures Partners SA, la société de gestion détenue à 100 % par Vivendi-Universal et des FCPR Viventures I (1998–2000) et Viventures II (2000–2003) dans lesquels des investisseurs extérieurs avaient souscrit aux côtés de Vivendi.
En 2003, la structure a été cédée par Vivendi. Viventures Partners est devenu VPSA. Les fonds ont été renommés FCPR V1 et FCPR V2.

## Les fonds

### FCPR Viventures 1
- Montant : 117,2 M€ [1]
- Agréement COB (ancien nom de l'Autorité des marchés financiers) reçu le 3 septembre 1998
- Souscripteurs : Vivendi SA, SGAM (Société générale Asset Management), CNP (Compagnie nationale à portefeuille), Audiofina, la Financière et Industrielle Gaz et Eaux (devenue Eurazeo), British Telecom, Cisco, Donaldson, Lufkin & Jenrette, EDB Ventures, Europatech, Mannesmann, Net Fund, Nokia, Siemens, Videotron et Viel.
- Le taux de retour net aux actionnaires est supérieur à 115 %[2]

### FCPR Viventures 2
- Montant : 630 M€
- Souscripteurs : une trentaine de sociétés internationales dont Vivendi (un tiers de l’apport), le groupe Albert Frère, SGAM (Société générale), RTL, Eurazeo, Rallye, Atos, British Telecom, Siemens, Qualcomm, Cisco, IBM, GE Capital, Procter & Gamble, Goldman Sachs, EDB Ventures, Singapore Power, China Development Industrial Bank, NSTB, Singapore Press Holdings et le groupe indien Tata.

## Historique
L'idée d'un fonds de capital-risque au sein de la Générale des Eaux (ancien nom de Vivendi) est lancée mi-97. Le projet est porté par Jean-Pascal Tranié et Cédric Curtil. D'emblée, le fonds a une ambition internationale avec une double implantation à Paris et à San Francisco.
Viventures connait une croissance rapide avant une fin troublée.
Entre 1998 et 2000, le fonds est géré par une équipe réduite.
À partir de 2000 et jusqu'à fin 2002, la levée d'un fonds important (Viventures 2, 630 M€) entraine le recrutement d'un vingtaine de collaborateurs et l'ouverture d'un bureau en Asie.
En 2002, Viventures fait partie des actifs cédés par les nouveaux dirigeants de Vivendi. Une crise éclate entre les investisseurs du fonds et les dirigeants de Vivendi. La société de gestion est vendue à Global Asset Capital et l'équipe entièrement renouvelée. La marque Viventures disparait en 2003.

## L'équipe

### Première période
- Jean-Pascal Tranié, General Partner
- Cédric Curtil, Investment Manager (1997-2001)
- Edward Colby, Partner USA (1998-2003)
- Benoist Grossmann, Partner (1998-2002)
- Marine Treppoz, Investment Manager (1999-2002)

L'équipe s'appuie sur l’influence de ses actionnaires et sur un Advisory Board puissant : outre les dirigeants de Vivendi, il comptait Robert Zoellick (devenu par la suite président de la Banque mondiale), Ratan Tata, Patrick Sayer et Édouard de Rothschild.